# ZX 스펙트럼
제드엑스 스펙트럼(ZX Spectrum [zɛd ɛks ˈspɛktrəm][*])은 1982년 싱클레어 리서치가 영국에 출시한 8비트 개인 가정용 컴퓨터이다.
스펙트럼은 영국의 최초의 주류 가정용 컴퓨터 가운데 하나였으며, 이는 중요도 면에서 미국의 코모도어 64와 비슷하다. ZX 스펙트럼이 도입되면서 이 기계의 소프트웨어와 하드웨어를 생산하는 기업에 붐이 일게 되었으며 이에 대한 결과가 아직도 남아있는데 이를테면 이 기계를 통해 영국의 IT 산업이 시작되었다.
1980년대 초에 코모도어 64, BBC 마이크로컴퓨터, 또 그 뒤의 암스트래드 CPC 계열이 영국 시장에서 스펙트럼의 주 경쟁 제품이었다.

## 싱클레어 리서치 모델
- ZX 스펙트럼 16K/48K
- ZX 스펙트럼+
- ZX 스펙트럼 128

## 암스트래드 모델

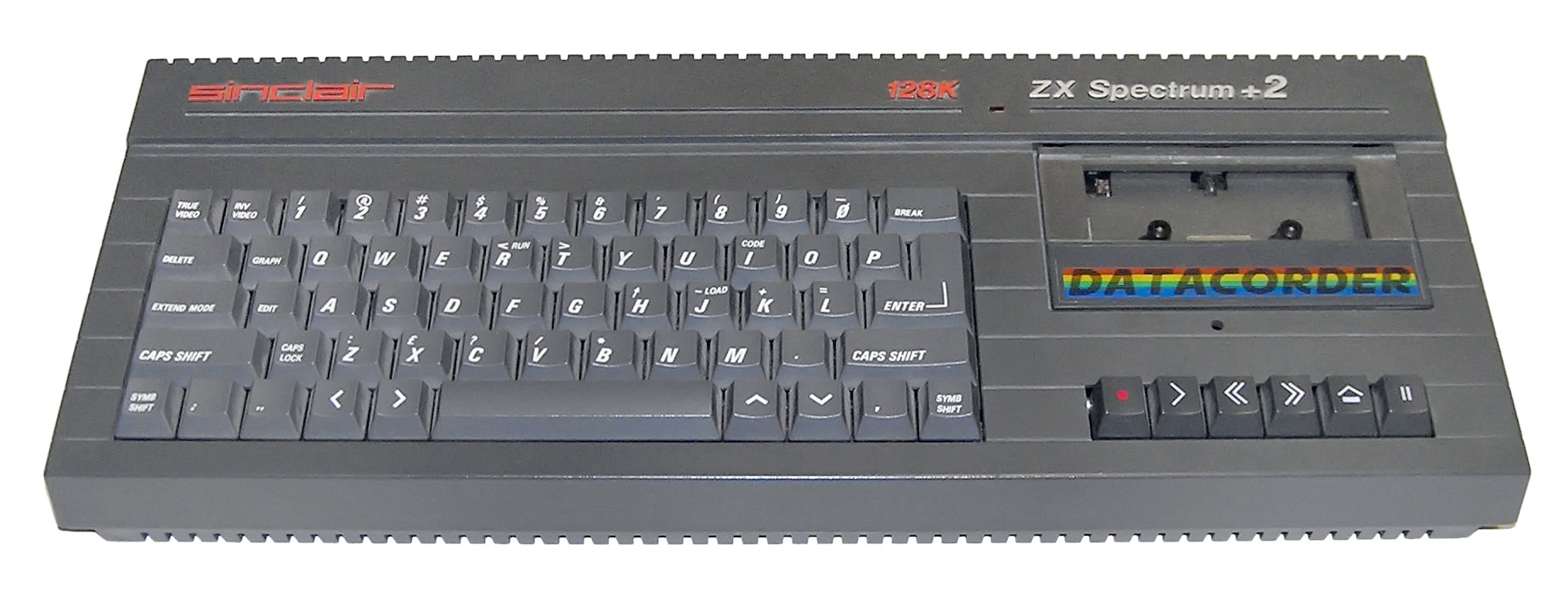
제드엑스 스펙트럼 플러스 투

- ZX 스펙트럼 +2
- ZX 스펙트럼 +2A
- ZX 스펙트럼 +2B
- ZX 스펙트럼 +3

## 주변 기기

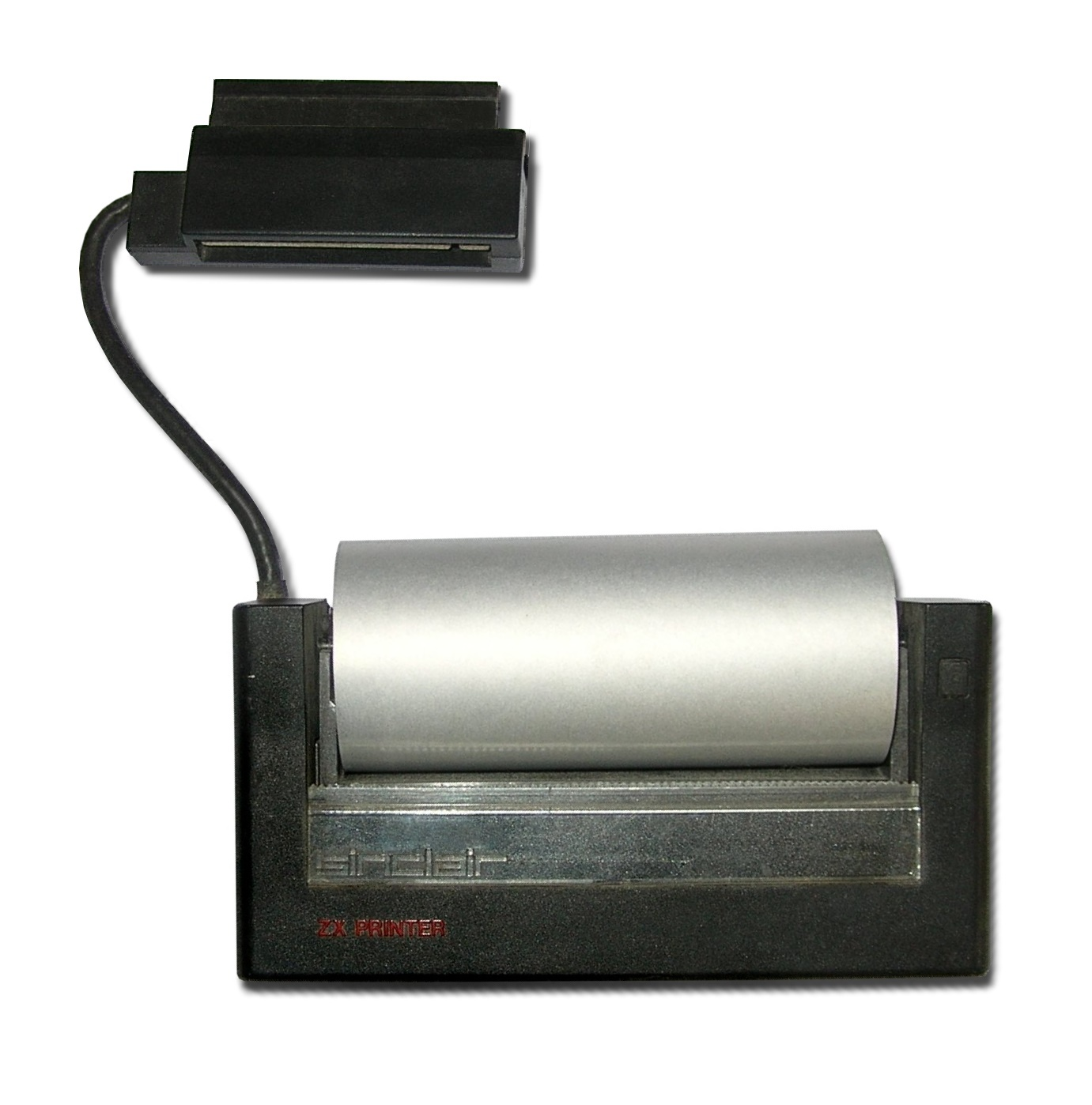
ZX 프린터
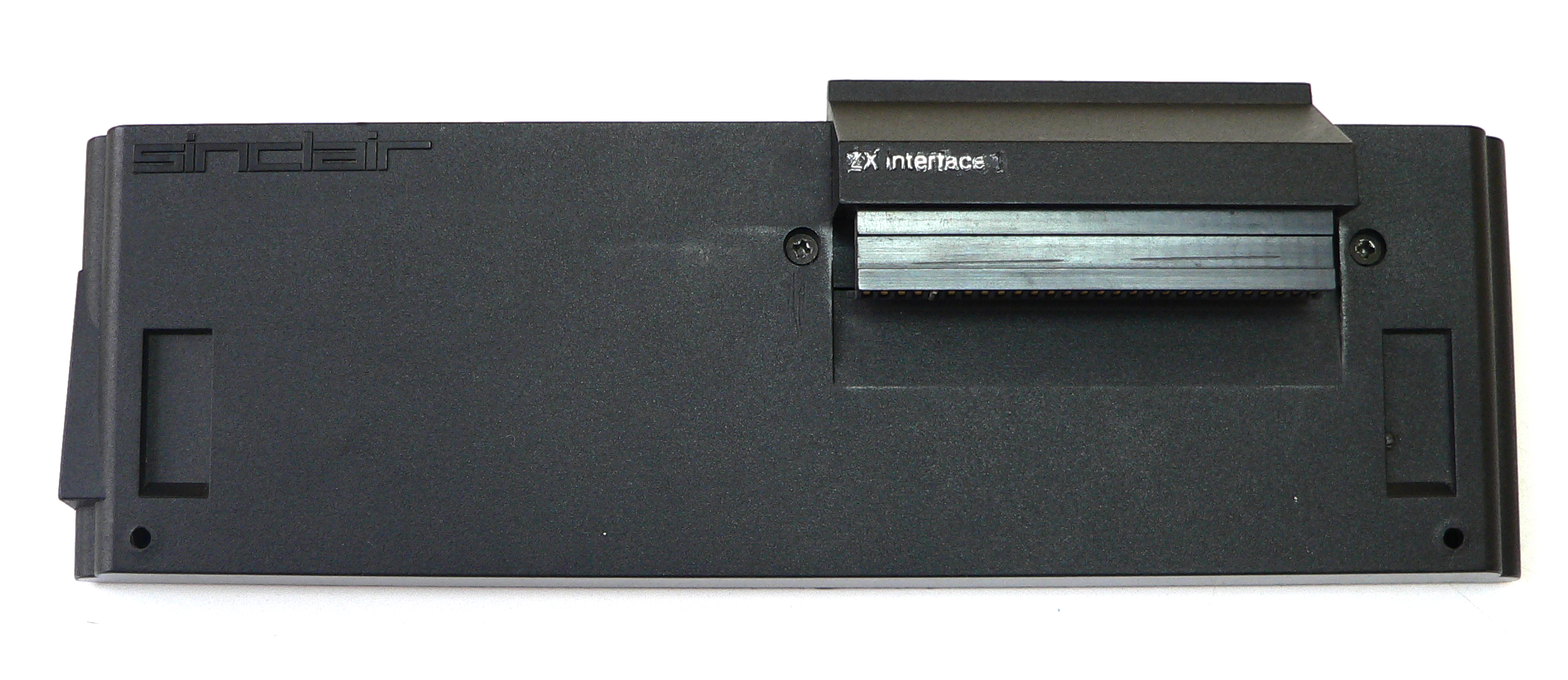
ZX 인터페이스 1
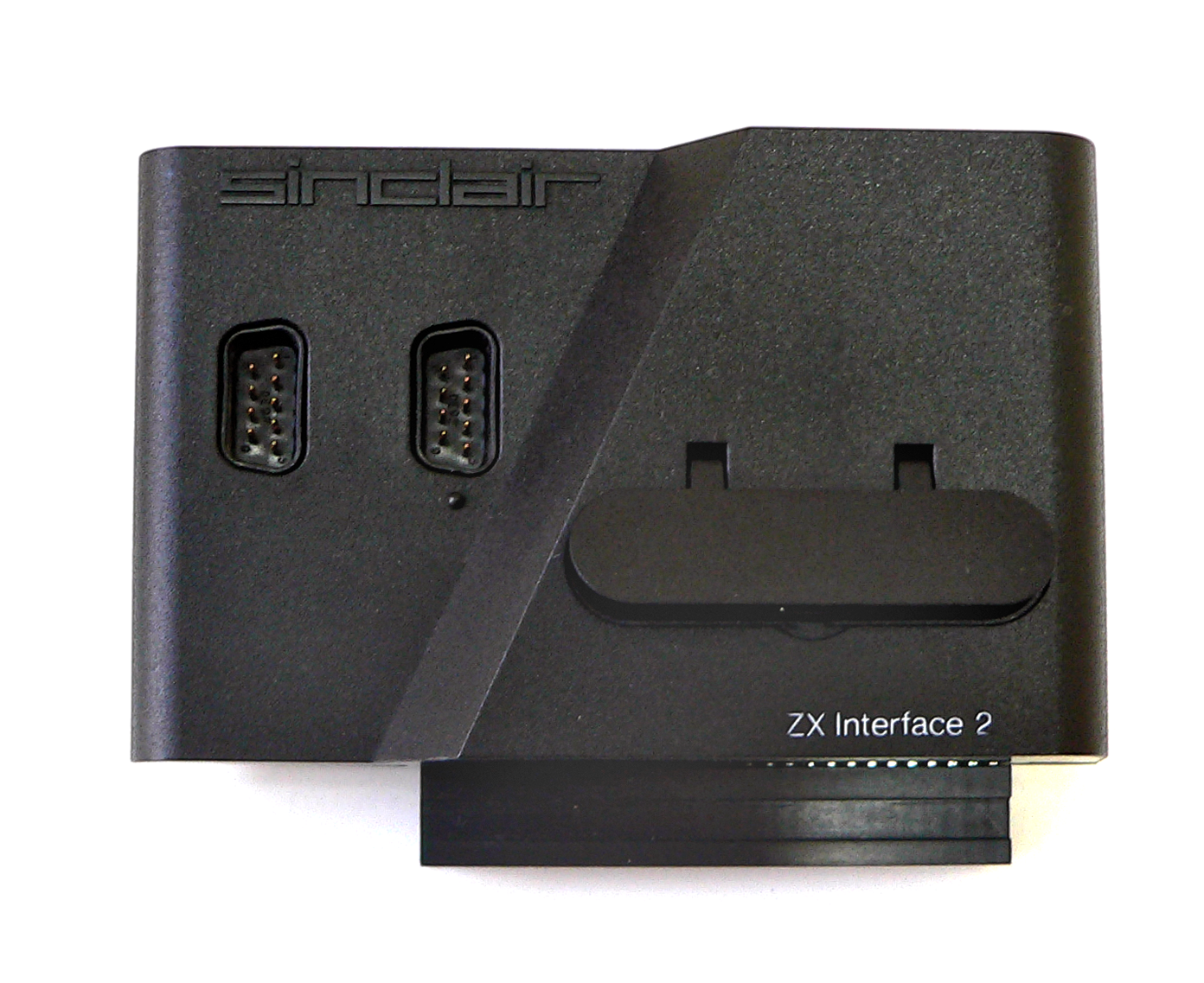
ZX 인터페이스 2
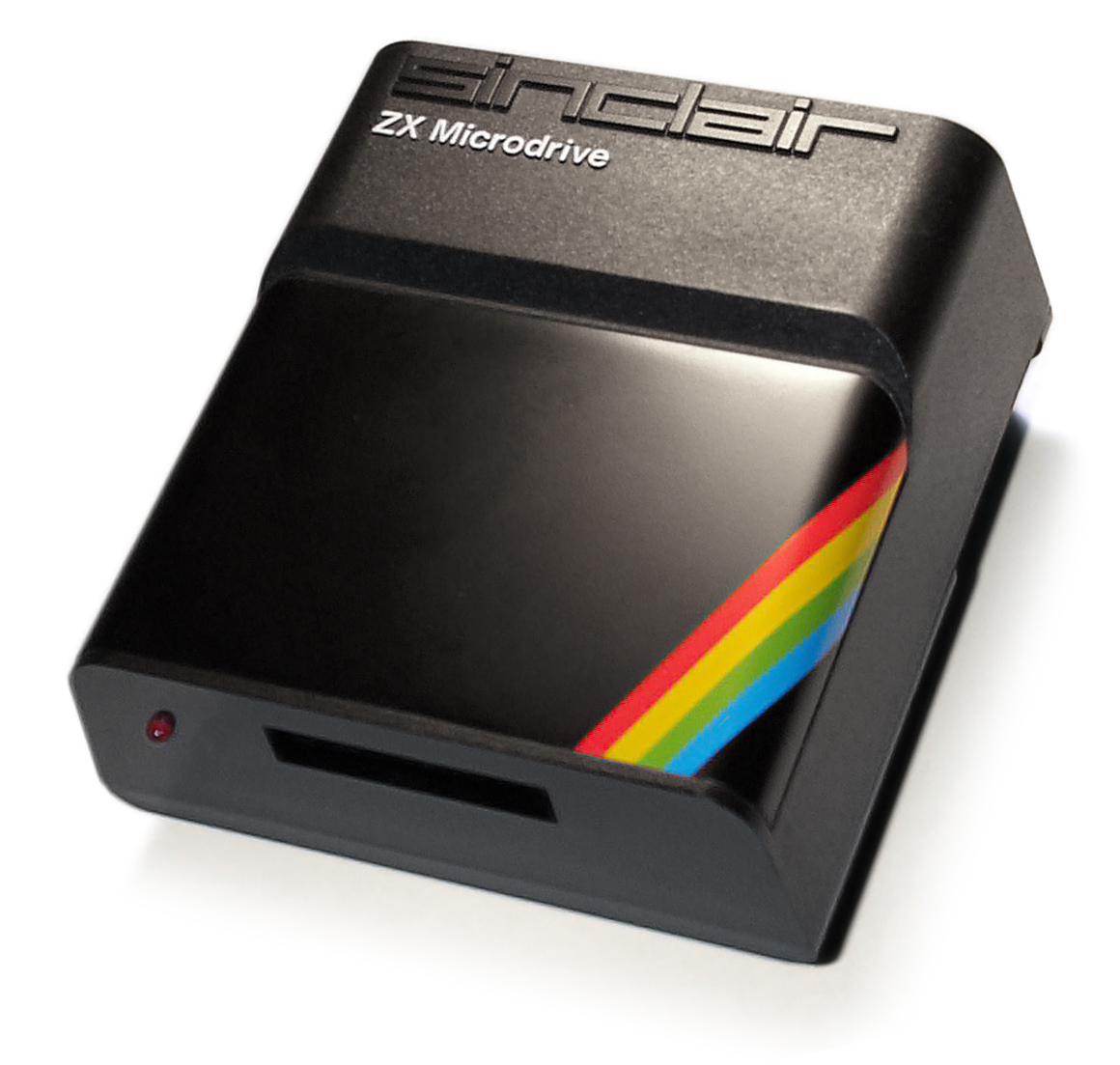
ZX 마이크로드라이브
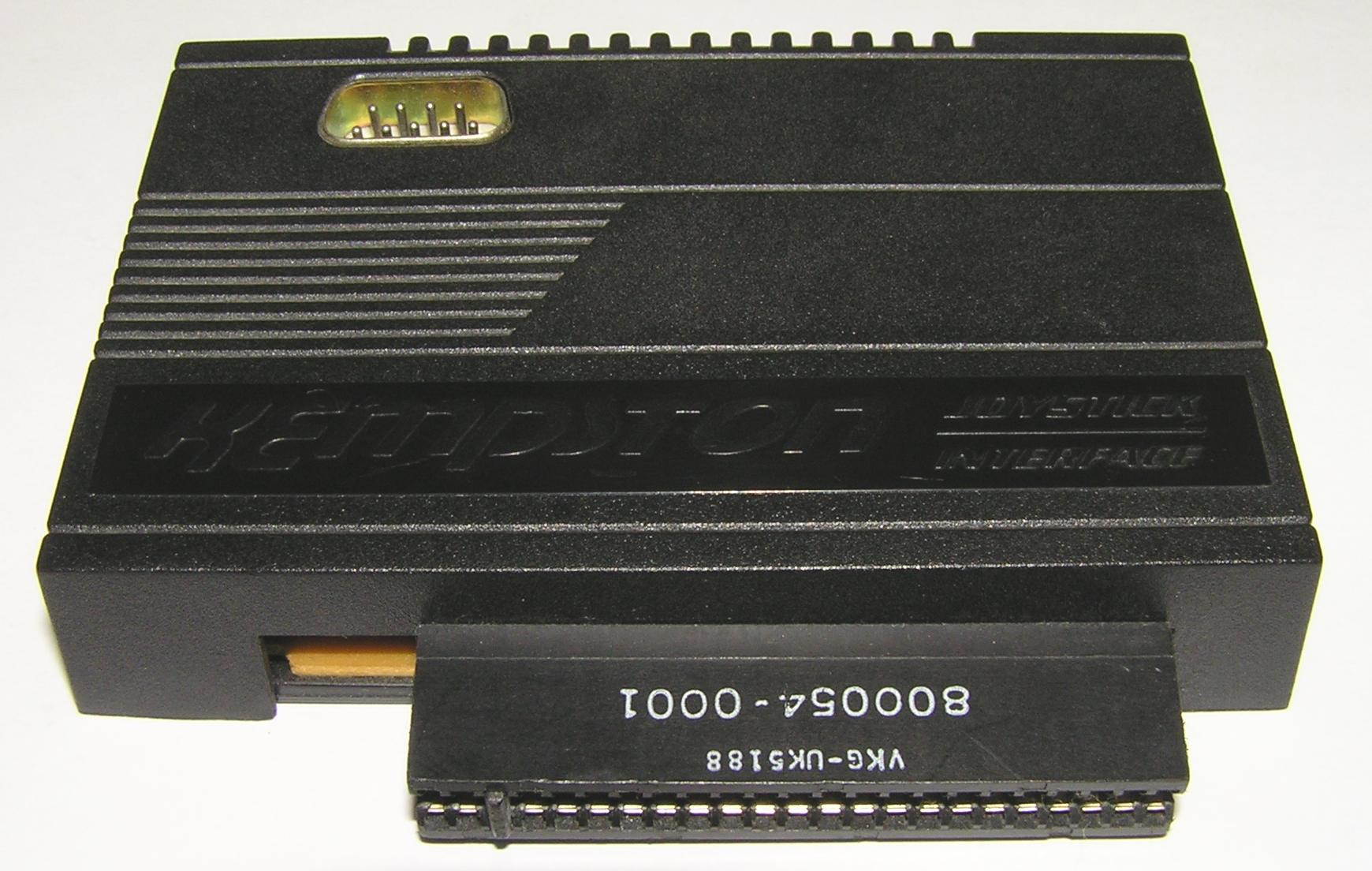
켐프스톤 조이스틱 인터페이스

## 참조
1. ↑  Lewis, Rhys (2016년 4월 23일). “April 23, 1982: ZX Spectrum brings affordable - and colourful - computing into Britain's homes”. London: British Telecom. 2016년 4월 30일에 원본 문서에서 보존된 문서. 2021년 4월 4일에 확인함.
2. ↑  “How the Spectrum began a revolution”. BBC. 2007년 4월 23일. 2021년 1월 26일에 원본 문서에서 보존된 문서. 2021년 4월 4일에 확인함.
3. ↑  Leigh 2018, 69쪽.
4. ↑  Mott 2000, 76쪽.
5. ↑  Owen, Chris. “ZX Spectrum 16K/48K”. 《Planet Sinclair》. 2011년 8월 5일에 원본 문서에서 보존된 문서. 2008년 9월 14일에 확인함.
6. ↑  “How the Spectrum began a revolution”. BBC. 2007년 4월 23일. 2007년 6월 5일에 확인함.
7. ↑  Williams, Chris (2007년 4월 23일). “Sinclair ZX Spectrum: 25 today”. 《Register Hardware》. Situation Publishing. 2008년 12월 25일에 원본 문서에서 보존된 문서. 2008년 9월 14일에 확인함.